# Sónen
A sónen (少年 – „fiú”, Hepburn-átírás: shōnen) japán szó, mely kifejezésként azokra az animékre és mangákra utal, melyeket elsősorban fiúknak készítenek.
A sónen anime és manga jellegzetessége az akciódús történet, melynek központi karaktere, a főhős egy fiú. A történetben fontos szerepet játszik a szereplők közötti erős barátság, a bajtársi kitartás és helytállás, ebből adódóan kedveltek azok a történetek, melyek szereplői sportolók vagy harcosok. A megjelenő női karakterek többnyire jobban kidolgozottabbak és szebbek, mint a sódzsó és egyéb műfajokban, sokszor szélsőségesen idealizált megjelenésűek. A fiú karakterek kevésbé kidolgozottak. A sónenből általában hiányoznak azok a virágos és egyéb „lányos” motívumok, melyek a sódzsóra jellemzőek (erős érzelmek és a rájuk épülő drámai jelenetek).
Az idősebb, 18 év feletti közönségnek szóló sónen történeteket már szeinennek hívják.
Tipikus sónen anime, manga például a One Piece, a Conan, a detektív, a Naruto, a Bleach, a Fairy Tail illetve a Dragon Ball sorozat.